# Joakim Fleming (1534–1563)
Joakim Fleming, född under fastan 1534, död 1563, var en svensk militär och adelsman. 

## Biografi
Joakim Fleming föddes under fastan 1534. Han var son till amiralen Erik Fleming och Hebbla Sparre. Fleming var kammarjunkare hos hertig Erik, sedermera Erik XIV och deltog i en beskickning till Ryssland 1556. Han närvarade vid riksdagen 1560 i Stockholm och riksdagen 1561 i Arboga. Avgick tillsammans med Nils Krumme på en beskickning till Livland 1563 och avled troligen samma år.

### Egendom
Fleming innehade slottet Qvidja i Pargas socken i Finland.

### Familj
Fleming gifte sig hösten 1561 med konungen Erik XIV älskarinna Agda Persdotter, dotter till rådmannen Peder Klemetsson vi Stockholm. De fick tillsammans dottern Anna Fleming (1562–1608) som var gift med kammarjunkaren Hieronymus II von Birckholtz (död 1618) hos hertig Karl.